# La Vaca Sagrada
La Vaca Sagrada es el apodo que recibió el avión presidencial usado a comienzos de los años 1950 por el entonces presidente de Venezuela Marcos Pérez Jiménez. Logró especial notoriedad en el país porque fue el avión que usaron Pérez Jiménez y su familia cuando se vieron forzados a abandonar el país con rumbo a  Santo Domingo, República Dominicana, durante el Golpe de Estado de 1958 en Venezuela. No está claro cuándo comenzó a ser llamado «La vaca sagrada», apelativo que probablemente llevara desde su consignación como avión presidencial venezolano.

## Avión presidencial
La Vaca Sagrada es un cuatrimotor Douglas C-54 Skymaster, modelo usado en su tiempo por el gobierno federal de los Estados Unidos como avión presidencial y fue el primer avión presidencial adquirido por el gobierno venezolano, comprado por el entonces gobierno de Rómulo Gallegos. Sin embargo, cuando el avión llegó a Venezuela en 1948, pues Gallegos ya había sido derrocado y es la Junta Militar de Gobierno quien hace uso del avión. La aeronave, con registro oficial "7-AT1", se distingue además por llevar en ambos lados del fuselaje dos escudos de Venezuela. Fue extensamente utilizada por el dictador Marcos Pérez Jiménez en sus viajes por el país y por el exterior. También fue utilizada para transportar hacia Barranquilla a los insurrectos del fallido alzamiento militar de enero de 1958 en Venezuela. Devuelto a Venezuela, sería el mismo dictador Pérez Jiménez quien lo utilizaría para salir del país motivado al golpe de Estado ocurrido en su contra, el 23 de enero de 1958.

## 23 de enero de 1958
Después de los sucesos en contra de la dictadura venezolana desde el primero de enero de 1958, Pérez Jiménez se vio imposibilitado de resistir la crisis militar. A pesar de que el coronel Simón Adolfo Medina Sánchez del Batallón Caracas presentó un plan para retomar la Escuela Militar, Marcos Pérez Jiménez comentó: “prefiero irme antes que matar cadetes”. El dictador se comunica con su esposa Flor Chalbaud y le dice que se prepare con sus tres hijas para salir del país. Suben a bordo además la suegra del general, Luis Llovera Páez (militar que se encontraba reunido con Pérez Jiménez en Miraflores), su esposa y sus dos hijos, los doctores Antonio Pérez Vivas, Pedro Antonio Gutiérrez Alfaro, Raúl Soulés Baldó y el "platinado" Fortunato Herrera.
Pérez Jiménez había ordenado a José Cova Rey, uno de los más fieles perezjimenistas, que buscara a Romero Villate para tener listo el avión. El avión presidencial se encontraba en el aeropuerto de La Carlota y a las 2 de la madrugada del 23 de enero de 1958, piloteado por el mismo Cova Rey, despega el histórico vuelo, símbolo de la caída de la dictadura en Venezuela.
El despegue no contó con el servicio nocturno de balizaje, probablemente razón para que las baterías antiaéreas del Ministerio de la Defensa en Caracas no entraran en acción ni lo hicieran las naves que estaban en posición de combate en aguas de La Guaira, incluyendo el destructor Brión. Otras versiones aseguran que Pérez Jiménez, viéndose derrotado, escribió un mensaje a la Comandancia de la Marina, avisando de su exilio y solicitando tiempo para huir con su familia. El vuelo pasó por Curazao y luego enrumbó hacia Ciudad Trujillo. Por ser propiedad de la Fuerza Aérea Venezolana, la nave es traída de regreso al país y actualmente reposa en exhibición en los terrenos del Museo Aeronáutico de Maracay.
No se compró otro avión presidencial en Venezuela hasta el gobierno de Raúl Leoni, quien obtuviera un Avro/Hawker Siddeley HS-748 Srs.2 (C/N 1591); luego en 1977 Carlos Andrés Pérez compraría un modelo más grande y moderno, un Boeing 737-200, y más tarde en 2002 durante el gobierno de Hugo Chávez se adquirió un Airbus A319CJ.[cita requerida]